# Philodromus browningi
Philodromus browningi là một loài nhện trong họ Philodromidae.
Loài này thuộc chi Philodromus. Philodromus browningi được George Newbold Lawrence miêu tả năm 1952.